# Cerro Puerco
Cerro Puerco è un comune (corregimiento) della Repubblica di Panama situato nel distretto di Müna, comarca di Ngäbe-Buglé. Si estende su una superficie di 43,3 km² e conta una popolazione di 4.327 abitanti (censimento 2010).